# Самарцев Євген Вікторович
Євген Вікторович Самарцев (нар. 9 серпня 1961 — 29 липня 2013) — український державний службовець і громадський діяч у сфері туризму, голова Всеукраїнського об'єднання громадських організацій «Рада з питань туризму і курортів», головний редактор журналу «Готельний та ресторанний бізнес», державний службовець третього рангу, заступник Голови Державної туристичної адміністрації України у 2002—2005 роках.

## Освіта
- 1983 р. Київський держуніверситет ім. Т. Г. Шевченка (філолог).

## Професійна діяльність
- У 1983 році закінчив з відзнакою Київський державний університет, там же почав викладацьку діяльність. З 1984 по 1988 року на звільненій комсомольській і партійній роботі.

- У 1989 році створює і очолює «Слов'янський центр» при Українському фонді культури — організацію, яка однією з перших почала практикувати міжнародні гуманітарні обміни і діяльність у сфері академічного туризму.

- З 1993 року керує фондом «Міжнародна освіта», видає журнал під такою ж назвою.

- З 1994 року організовує щорічну міжнародну туристичну виставку Ukraine Tour & Leisure, яка з 2000 року отримала нову назву UITT і є найбільшою подією в українській туріндустрії.

- 3 2000 року головний редактор журналу «Готельний та ресторанний бізнес»[2].

- З листопада 2000 року по березень 2002 року працює в Секретаріаті Кабміну України, у 2002—2005 — заступник голови Державної туристичної адміністрації, де веде питання розвитку готельної індустрії та рекламно-інформаційної підтримки туризму.

## Громадська діяльність
- У 2006—2013 очолював колегіальний орган професійних організацій туристичної сфери — Рада з питань туризму і курортів, завданням якого була консолідація зусиль професійного сектора для розвитку вітчизняного туризму.

- У різний час працював радником Прем'єр-міністра АРК, Міністра культури і туризму України, Віце-прем'єр-міністра України.

- Працював як експерт із Німецьким бюро міжнародного співробітництва та рядом інших міжнародних організацій у проектах, пов'язаних з розвитком туризму.

- Був першим віце-президентом Федерації спортивного туризму

## Відзнаки
ДЕРЖАВНІ НАГОРОДИ:
- Почесна грамота Верховної Ради України

## Захоплення
- Чемпіон СРСР з водного поло серед юніорів (1978 рік).

- Вільно володів іспанською та англійською мовами, автор понад 200 аналітичних статей[3].